# Амон (държава)
Амон (на амонитски: 𐤏𐤌𐤍) е държава, съществувала в западната част на днешна Йордания от X век пр. Хр. до 332 година пр. Хр.
Тя е образувана от арамейските общности в централната част на платото на изток от долното течение на река Йордан с център град Рабат Амон, днешната столица на Йордания Аман. През следващите столетия Амон попада в зависимост от няколко близкоизточни империи, но запазва обособеността си дори след края на своята държавност през 332 година пр. Хр., когато е завладян от македонския владетел Александър Велики.